# Iglesia de San Juan (Priorio)
La Iglesia de San Juan de Priorio es un templo situado en la localidad de Las Caldas, en la parroquia asturiana de Priorio, en el concejo de Oviedo, España. Se encuentra a escasos metros del Balneario de Las Caldas. Está declarado Bien de Interés Cultural.

## Descripción

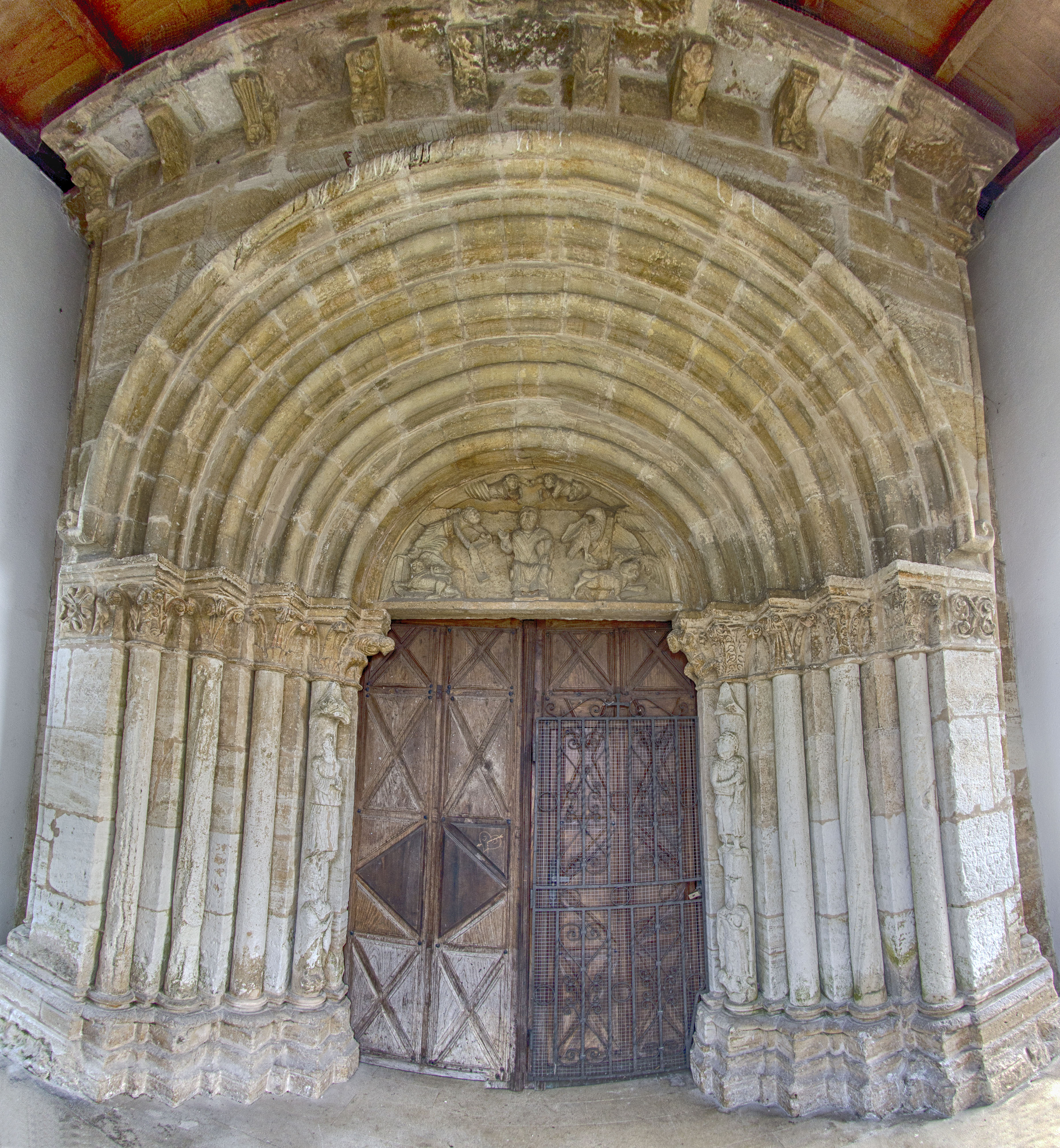
Portada románica y tímpano

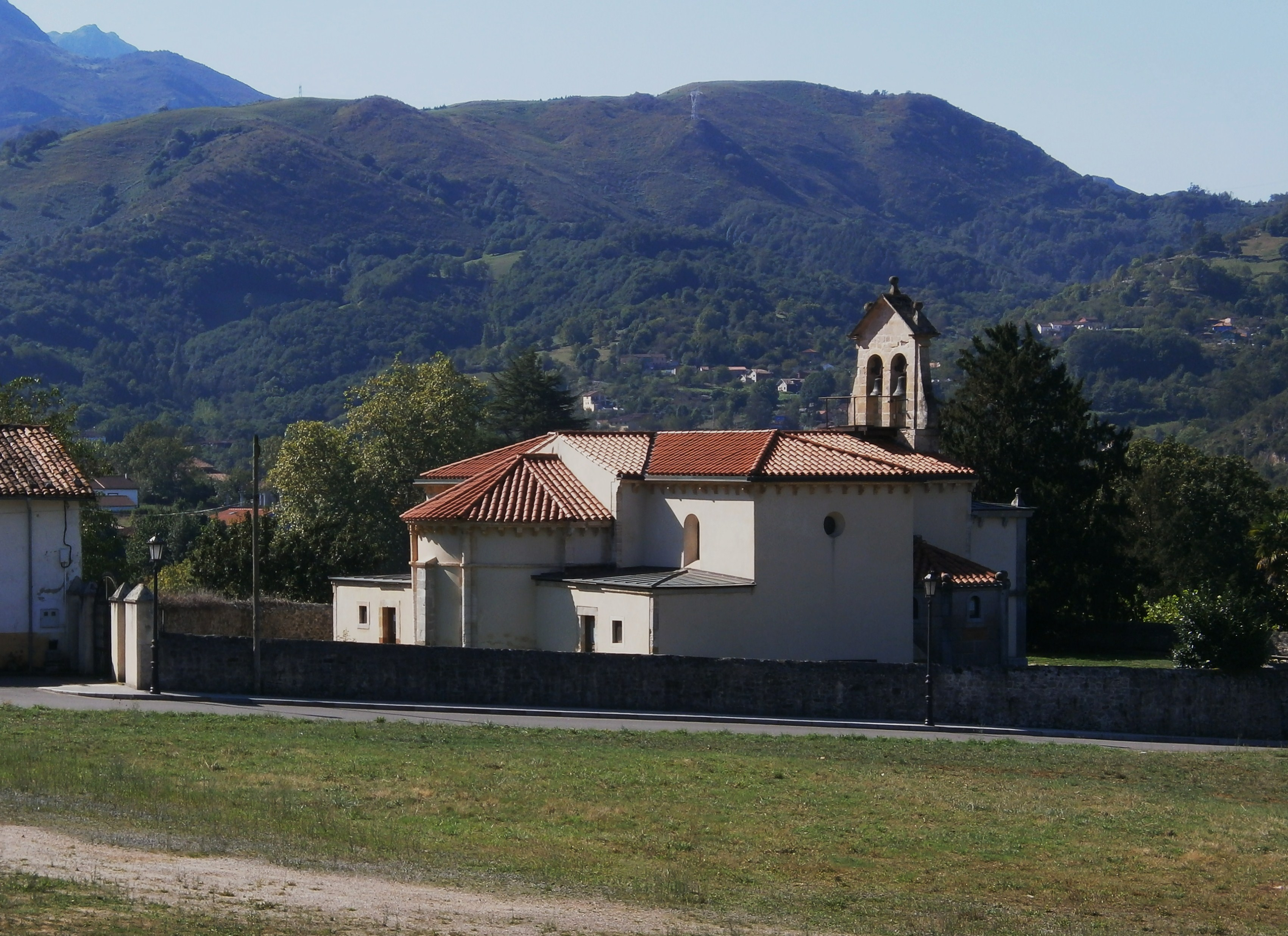
San Juan de Priorio

Su primera referencia es la donación que de ella hace Fernando IV a la Catedral de Oviedo en 1305. Es una construcción de origen románico, construida en los siglos XII-XIII con ampliaciones posteriores: la espadaña, del siglo XVIII; las capillas laterales, el pórtico y el baptisterio, de los siglos XIX-XX. Es por eso que su aspecto está muy modificado, aunque es visible la portada románica y el ábside. La planta de cruz latina con cubierta de cielo raso, que antes fue de madera. El ábside es de bóveda de cañón y de media esfera en el centro. 

### Decoración
El elemento más destacado de la iglesia es el tímpano decorado de la portada, elemento muy raro en la arquitectura románica de Asturias. Representa a Cristo en Majestad impartiendo la bendición y rodeado del tetramorfos que representa a los cuatro evangelistas, el león de San Marcos, el águila de San Juan, el toro de San Lucas y el ángel de San Mateo. La escena la completan dos ángeles que sobrevuelan la escena.